# Caumont (Tarn-et-Garonne)
Caumont ist eine französische Gemeinde mit 346 Einwohnern (Stand: 1. Januar 2022) im Département Tarn-et-Garonne in der Region Okzitanien. Sie gehört zum Arrondissement Castelsarrasin und zum Kanton Garonne-Lomagne-Brulhois. Sie grenzt im Nordwesten an Le Pin, im Norden an Saint-Nicolas-de-la-Grave, im Osten an Castelmayran, im Südosten an Angeville, im Süden an Saint-Arroumex und im Südwesten an Asques.

## Bevölkerungsentwicklung
| Jahr      | 1962 | 1968 | 1975 | 1982 | 1990 | 1999 | 2008 | 2017 |
| --------- | ---- | ---- | ---- | ---- | ---- | ---- | ---- | ---- |
| Einwohner | 342  | 329  | 296  | 318  | 262  | 263  | 316  | 318  |